# Georg Mittendrein
Georg Mittendrein (* 1950 in Wien) ist ein österreichischer Theaterregisseur und Intendant.

## Leben
Er studierte am Max-Reinhardt-Seminar Schauspiel und Regie und arbeitete von 1975 bis 1991 als Schauspieler, Theaterleiter und Regisseur in Wien. Zunächst wirkte er im Theater der Jugend, danach im Theater im Künstlerhaus, bevor er Anfang der 1980er Jahre am Spittelberg ein neues Theater gründete, das er nach dem antifaschistischen österreichischen Dichter Jura Soyfer benannte und bis 1988 leitete.
1991 ging Mittendrein nach Deutschland und wurde Intendant des Landestheaters Altenburg in Thüringen. Dann künstlerischer Leiter des Aachen Musical Center, und von 1998 bis 2000 war er erster künstlerischer Direktor der  Vereinigten Bühnen Bozen. 2001 übernahm Mittendrein die Generalintendanz des Theaters Plauen-Zwickau. Er leitete die Clingenburg Festspiele und das Maintal Theater.
Außer an dem von ihm geleiteten Theatern inszenierte er am Wiener Theater in der Josefstadt, der Wiener Kammeroper, Theater der Jugend, am  Opernhaus Halle, der Landesbühne Hannover, in Augsburg, Bamberg, Bautzen, Greifswald, Heidelberg, Kaiserslautern, Lübeck, Marburg, Pforzheim, Regensburg, am Stralsunder Theater, in Villach und für die Tourneetheater Landgraf und Kempf sowie in Winnipeg, Kanada.
In den Jahren von 2003 bis 2006 war er als Regisseur fest am Opernhaus Halle angestellt und führte während dieser Zeit auch in den Theatern in Regensburg, Augsburg und dem Wiener Theater in der Josefstadt, sowie an der Landesbühne Hannover Regie.
Danach inszenierte er unter anderem bei den Clingenburg-Festspielen, wo unter seiner Intendanz gleich im ersten Jahr ein Besucherrekord erreicht wurde, und beim E.T.A.-Hoffmann-Theater der Stadt Bamberg. Er gründete das Maintal-Theater, das auf einer schwimmenden Bühne im Main bei Laudenbach spielt. 2008 wurde er in bei den Clingenburg-Festspielen nach Streitigkeiten, unter anderem wegen der zeitgleichen Neugründung des Maintal-Theaters, fristlos entlassen. Die Kündigung wurde später vom Arbeitsgericht Würzburg für unzulässig erklärt und Mittendrein eine Entschädigung zugesprochen.
Auf Festivals und Gastspielreisen waren seine Inszenierungen in Paris, Ost-Berlin, London, Leeds, Oxford, Noridge und bei den Ruhrfestspielen Recklinghausen zu sehen.
Mittendrein holte 1993 erstmals das Musical Buddy – Die Buddy Holly Story nach Deutschland und inszenierte dies mehrfach, unter anderem auch bei den Clingenburg-Festspielen 2006 und 2007.
Auch dem Musical „Das Beste Kleine Freudenhaus in Texas“ verhalf er in Bozen zur deutschsprachigen und in Zwickau zur Deutschen Erstaufführung.
Bis heute hat Mittendrein rund 150 Inszenierungen durchgeführt, er schrieb Drehbücher und Hörspiele und inszenierte Fernsehfilme.
Von 2013 bis Sommer 2018 war Georg Mittendrein Geschäftsführer der Bruckmühle in Pregarten in Oberösterreich. Seit 2018 ist Mittendrein in Pension.

## Theatergründungen
Mittendrein bezeichnete sich selbst einmal als „manischen Theatergründer“, was die Gründungen der Schaubude Wien, des Wachauer Sommertheaters, des Salontheaters Wien und des Maintal-Theaters belegen. Er ist beispielsweise auch Gründer und Regisseur der Aistfestspiele.
In seine Amtszeiten fiel die Generalsanierung des herzoglichen Hoftheaters in Altenburg bei laufendem Betrieb und der Neubau des „Nuovo teatro comunale di Bolzano“
Theater kann für Mittendrein dabei prinzipiell überall stattfinden:

„Ich habe Theater gemacht in Kirchen, Stadien, Kellern, Möbelhäusern, auf Straßen, Wiesen und Plätzen, vor kurzem auch in Zügen – und jetzt eben auf fließendem Wasser, im Main. Theater kann man überall machen, sogar in Theatern“

## Stücke
Mittendrein verfasste die Theaterstücke „Streik der Diebe“, „Yesterday“ und „Trei Tolle Tenöre“ und „Morrison“ sowie Drehbücher zu „Geschichten aus Österreich“, „Walter Mehring, am Rand der Zeit“, „Warum jubeln alle Leute – Hitlers 100. Geburtstag“ und „Hoppauf, Herr Jud“.
Nach einer Idee von Mittendrein verfasste Curt Werner 2003 das Stück Dämonen der Seele. Leben und Streben des Carl Friedrich May, eine szenische Collage in drei Akten.

## Publikation
- Georg Mittendrein: Der Theaterintendant. Ein kleiner Ratgeber, wie man es wird und möglichst lange bleibt. Verlag Der Apfel, Wien 2021, ISBN 978-3-85450-031-5.